# Kgomokasitwa
Kgomokasitwa is een dorp in het district Southern in Botswana. De plaats telt 1423 inwoners (2011).